# Olympiastadion Barcelona
Das Olympiastadion Barcelona, offiziell Estadi Olímpic Lluís Companys, Estadi Olímpic de Montjuïc oder einfach nur Estadi Olímpic, ist ein Fußballstadion mit Leichtathletikanlage in der spanischen Metropole Barcelona. Es ist ein UEFA-Stadion der Kategorie 4, der höchsten Klassifikation des Europäischen Fußballverbandes. Es war Austragungsort der Olympischen Spiele 1992 und befindet sich auf dem Montjuïc.

## Geschichte
Das Olympiastadion wurde für die Weltausstellung des Jahres 1929 (Exposició Internacional de Barcelona) gebaut, gemeinsam mit einem Großteil der Sehenswürdigkeiten des Montjuïc (Barcelonas Hausberg). Das Stadion war als wichtigste Sportstätte für die Olympischen Spiele 1936 vorgesehen; die Spiele wurden jedoch nach einer Stichwahl mit Berlin in die deutsche Hauptstadt vergeben. Eine von der Spanischen Republik geplante Protest-Veranstaltung gegen die Olympischen Spiele von 1936 in Berlin (die sogenannte „Volksolympiade“)  sollte zwischen dem 19. Juli bis 26. Juli 1936 stattfinden. Doch wegen des Ausbruches des Spanischen Bürgerkrieges wurde die Veranstaltung kurzfristig abgesagt.
Während der Olympischen Spiele 1992 wurde das Stadion für Eröffnungs- und Schlussfeier sowie für die Leichtathletik-Wettbewerbe genutzt. Zu dieser Zeit hatte das Olympiastadion eine Kapazität von 60.000 Sitzplätzen.
Nach Beendigung der Spiele in Barcelona wurde das Stadion ein weiteres Mal einer umfangreichen Modernisierung unterzogen, das Marathon-Tor geschlossen und durch weitere Sitzreihen ersetzt. Es hatte nun eine Kapazität von 55.000 Plätzen (ausschließlich Sitzplätze). Zwischen 1997 und 2009 wurde das Stadion vom spanischen Fußball-Erstligisten Espanyol Barcelona (Reial Club Deportiu Espanyol de Barcelona) für seine Heimspiele genutzt, danach zog der Klub jedoch in das neu errichtete Power8 Stadium. Im März 2007 richtete zudem die Nationalmannschaft von Andorra ihr EM-Qualifikationsspiel gegen England hier aus, da das sehr kleine Nationalstadion in Andorra la Vella wegen der in großer Zahl erwarteten Gästeanhänger von der UEFA für dieses Spiel nicht genehmigt wurde. Die Begegnung endete 0:3. Nur eineinhalb Jahre später trafen die beiden Teams erneut im Olympiastadion aufeinander, diesmal im Rahmen der Qualifikation zur WM 2010. Andorra unterlag erneut, diesmal jedoch nur mit 0:2.
Das Stadion war einer der Austragungsorte bei der Frauen-Rugby-Union-Weltmeisterschaft 2002.
Ende Juli 2010 fanden die 20. Leichtathletik-Europameisterschaften im Olympiastadion von Barcelona statt. Im April 2011 wurde es für ein Viertelfinalspiel im Heineken Cup, dem höchsten europäischen Pokalwettbewerb im Rugby Union genutzt; dabei trafen die französischen Teams USA Perpignan und RC Toulon aufeinander. Die Leichtathletik-Juniorenweltmeisterschaften wurden vom 10. bis 15. Juli 2012 im Olympiastadion von 1992 ausgetragen.
Welche Sportereignisse in den nächsten Jahren im Stadion stattfinden werden, ist noch nicht geklärt, da ein Leichtathletikstadion wie das Estadi Olímpic ohne eine Vollüberdachung der Sitzplätze zu wenig Komfort bietet.
Seinen heutigen Namen bekam das Stadion 2001 zur Erinnerung an Lluís Companys, den Führer der Esquerra Republicana de Catalunya, der republikanischen Linken Kataloniens, der in den 1930er Jahren Präsident der Generalitat de Catalunya war. Nach der Eroberung Barcelonas im spanischen Bürgerkrieg Anfang 1939 floh er ins französische Exil, wurde dort während der deutschen Besetzung im Zweiten Weltkrieg von der Gestapo verhaftet und an Spanien ausgeliefert. 1940 wurde er von dem franquistischen Regime nach einem Schnellverfahren auf dem Montjuïc hingerichtet.
Aufgrund des Umbaus des Camp Nou trägt der FC Barcelona seine Heimspiele seit der Saison 2023/24 im Olympiastadion aus. Die Kapazität beträgt in diesem Zeitraum 49.472 Plätze.

## Konzerte
Die Anlage wird auch gerne als Veranstaltungsort für Konzerte genutzt. So traten u. a. folgende Künstler und Gruppen im Stadion auf: AC/DC, Bon Jovi, Bruce Springsteen, Coldplay, David Bowie, Guns N’ Roses, Jean Michel Jarre, Madonna, Marilyn Manson, Iron Maiden, Metallica, Michael Jackson, Pink Floyd, Prince, RBD, Red Hot Chili Peppers, The Police, The Prodigy, The Rolling Stones, The Weeknd, Tina Turner und U2.

## Galerie

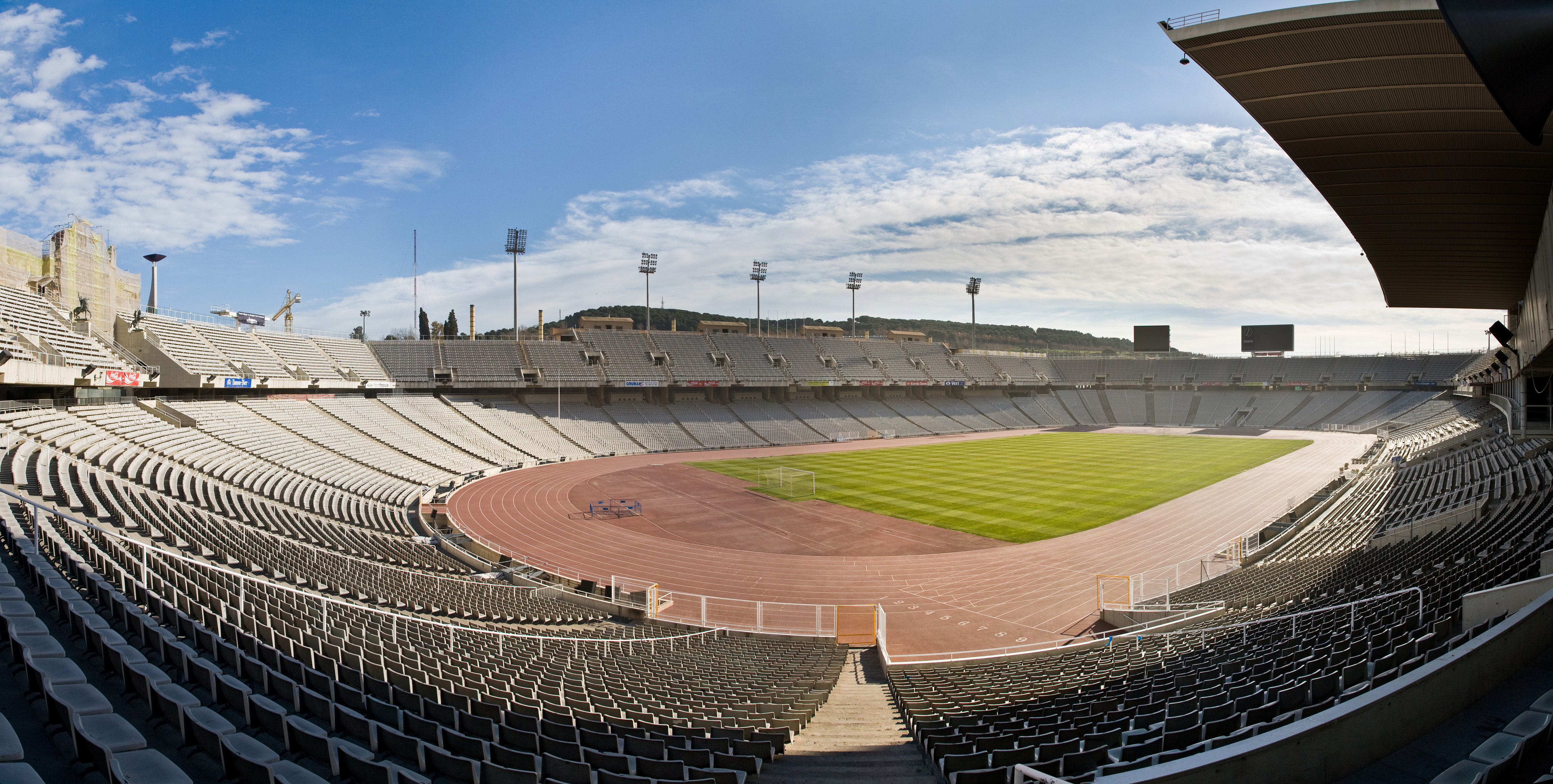
Einblick in das Olympiastadion (2007)
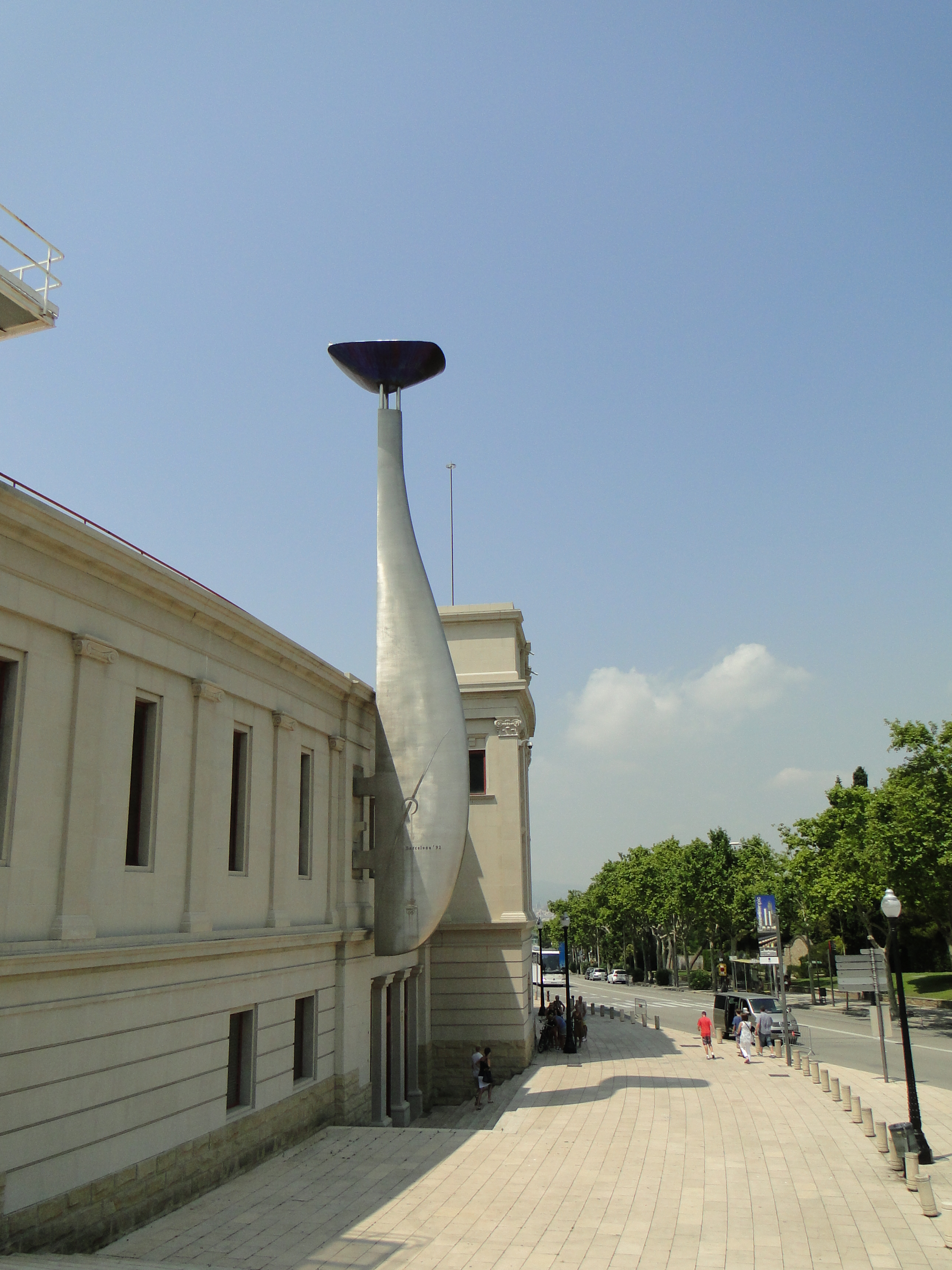
Fackel für das olympische Feuer am Stadion
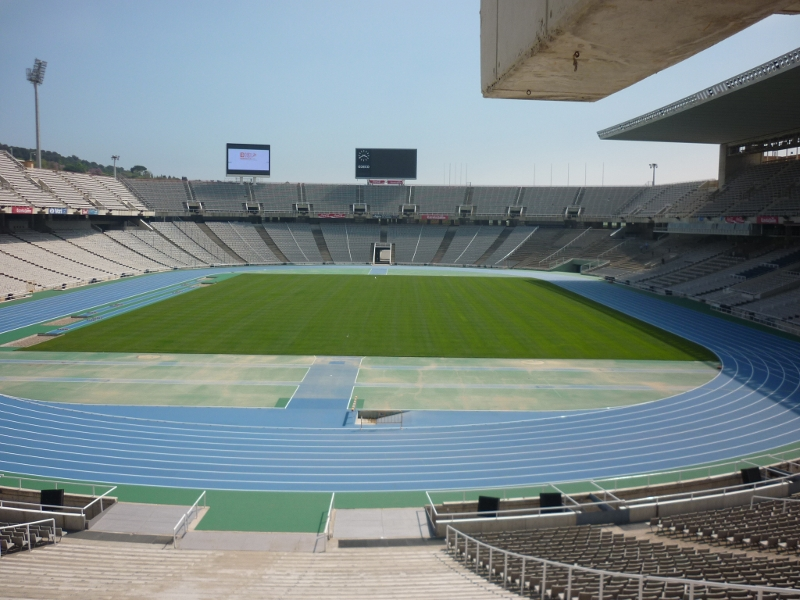
Das Olympiastadion nach der Renovierung für die Leichtathletik-Europameisterschaften 2010
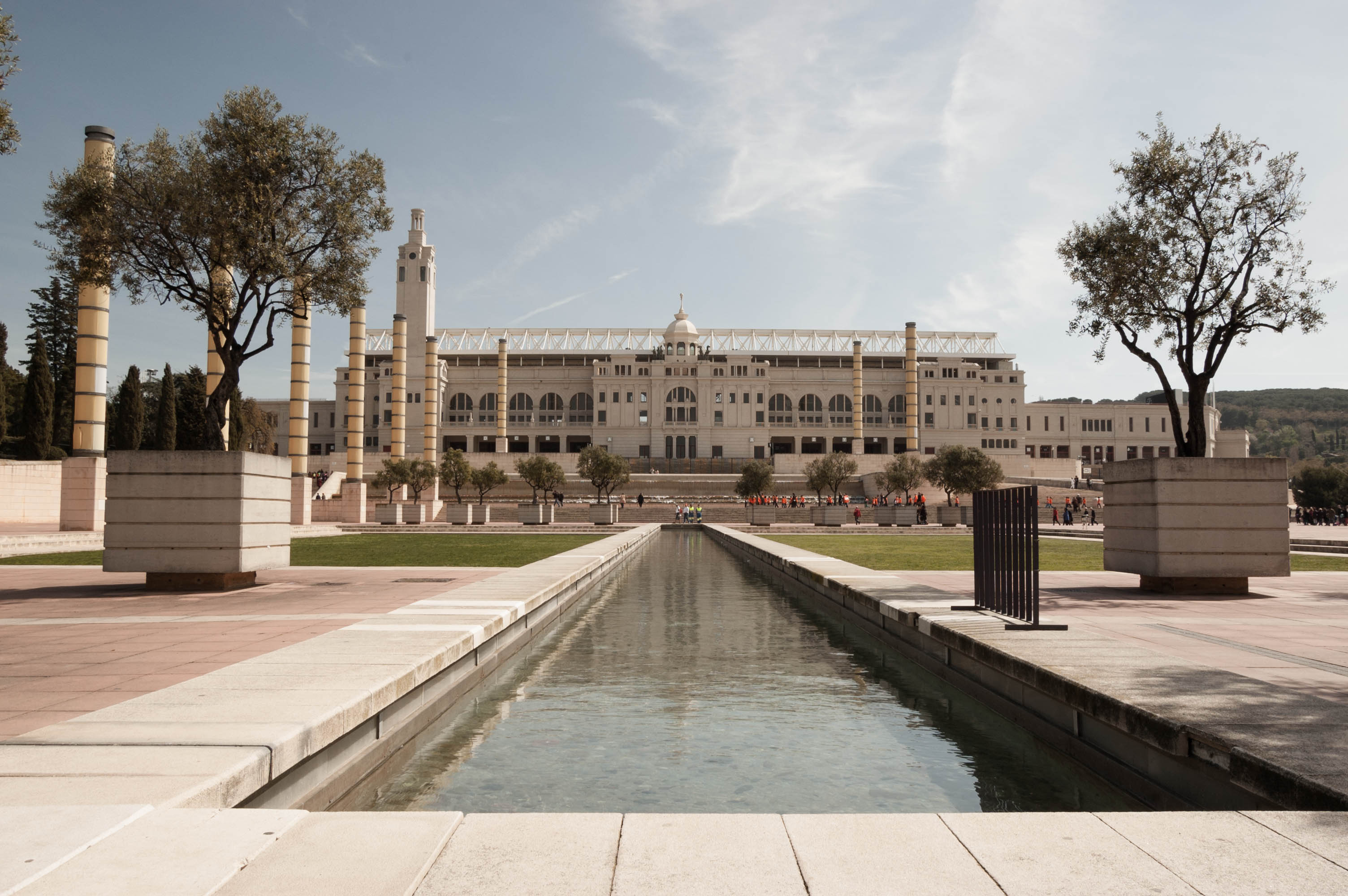
Außenansicht des Olympiastadions (2014)
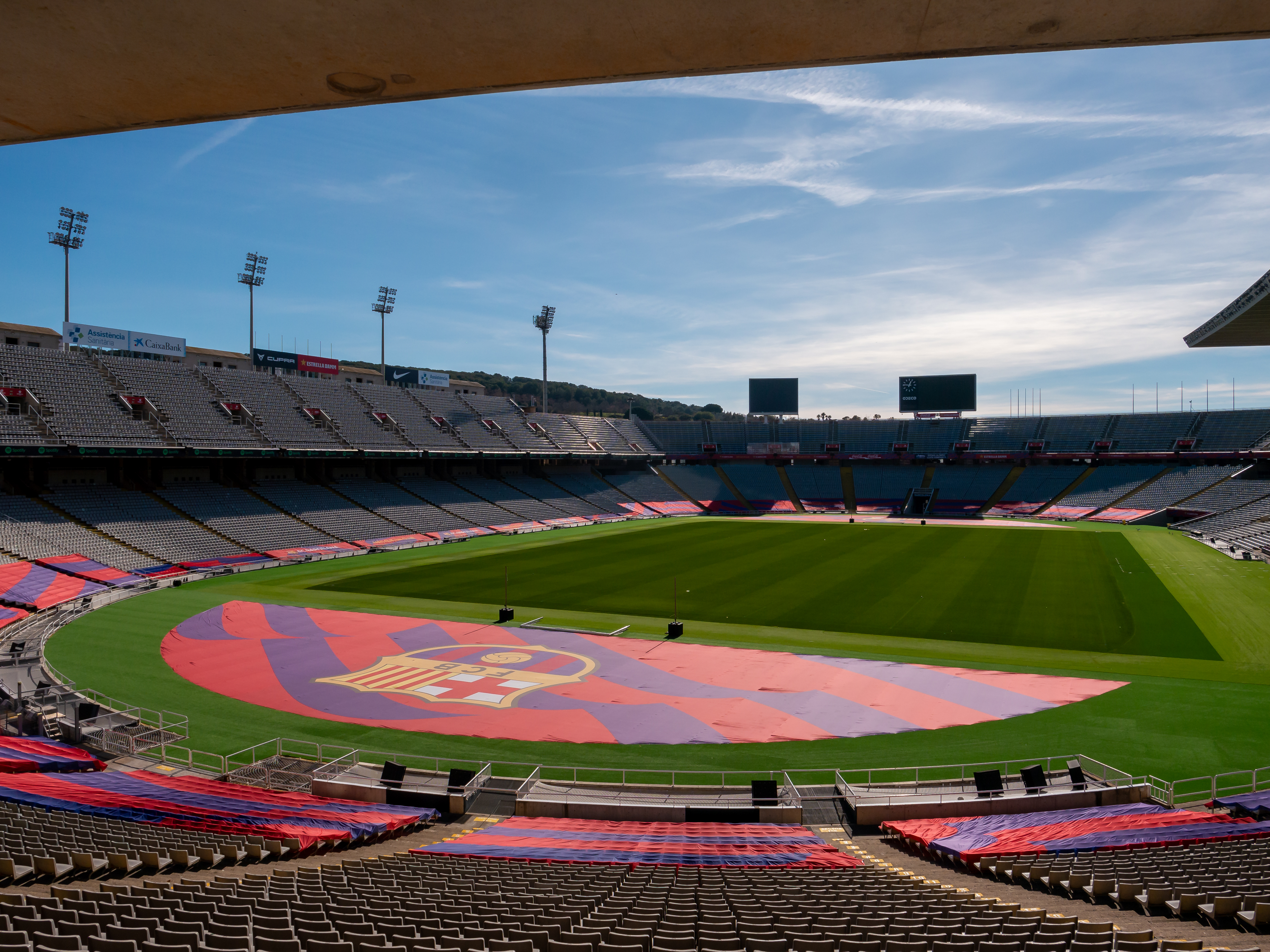
Innenraum mit FC Barcelona-Dekor zur Saison 2023/24